# Évaux-et-Ménil
Évaux-et-Ménil är en kommun i departementet Vosges i regionen Grand Est (tidigare regionen Lorraine) i nordöstra Frankrike. Kommunen ligger i kantonen Charmes som tillhör arrondissementet Épinal. År 2022 hade Évaux-et-Ménil 355 invånare.

## Befolkningsutveckling
Antalet invånare i kommunen Évaux-et-Ménil
| Referens: INSEE |